# Rybník (Nitra)
Rybník é um município da Eslováquia, situado no distrito de Levice, na região de Nitra. Tem 24,7 km² de área e sua população em 2018 foi estimada em 1.432 habitantes.

## Demografia
| Ano:        | 1994 | 2004   | 2014   | 2024   |
| ----------- | ---- | ------ | ------ | ------ |
| Broj ljudi: | 1398 | 1404   | 1439   | 1385   |
| Razlika:    |      | +0,42% | +2,49% | -3,75% |

| Ano:               | 2023 | 2024   |
| ------------------ | ---- | ------ |
| Número de pessoas: | 1394 | 1385   |
| Diferença:         |      | -0,64% |